# Georgi Gapon
Georgi Apollonovitsj Gapon (Russisch: Георгий Аполлонович Гапон) (Belik nabij Poltava 5 februari (jul.)/17 februari (greg.) 1870 - Oserki nabij Sint-Petersburg 29 maart (jul.)/11 april 1906 (greg.) 1906) was een Russisch-orthodoxe priester die predikte in de arbeiderswijken van Sint-Petersburg.
Vader Gapon organiseerde in 1904 de Vereniging van Russische Fabrieksarbeiders van Sint-Petersburg, die gesubsidieerd werd door de politie en de geheime dienst van Sint-Petersburg, de Ochrana. Hij organiseerde op 9 januari 1905 een demonstratie in de vorm van een processie van arbeiders van Sint-Petersburg om een petitie aan te bieden aan de tsaar. Deze demonstratie liep op tragische wijze uit de hand en staat sindsdien bekend als Bloedige Zondag (1905).
Vader Gapon werd die dag door zijn volgelingen gered, en verliet tijdelijk Rusland. Na "Bloedige Zondag" sprak hij een vervloeking uit over de tsaar en deed hij een oproep tot de arbeiders om in opstand te komen tegen het regime. Deze gebeurtenis is van groot belang, omdat hierdoor het vertrouwen van de arbeiders en boeren in "Vadertje Tsaar" een opdoffer kreeg waarvan het zich niet meer zou herstellen.
In kringen van revolutionairen werd Vader Gapon ervan verdacht een agent provocateur van het Politiedepartement te zijn, en hij werd door de Sociaal-Revolutionaire Partij ter dood veroordeeld en door een agent van deze partij in april 1906 in Finland (toentertijd onderdeel van het Russische Keizerrijk) vermoord.